# Счёт-экран
Счёт-экран — собирательно-распределительный — распределительный счёт, используемый для учёта расходов, которые в момент их совершения невозможно отнести сразу на определённую произведённую или реализованную продукцию. В конце месяца эти расходы относят на конкретный вид продукции в соответствии с учётной политикой.
Счета-экраны используются, в частности, для взаимо-переноса данных из управленческого в финансовый учёт и наоборот.
Значения счетов-экранов дублируют другие счета. Их можно вводить и убирать из информационной системы.
Счета-экраны появились в бухгалтерском учёте в XIX веке.
В 1930—1940 годы в качестве счетов-экранов использовались контрольно-плановые и оперативно-контрольные счета.